# Alvarado (Mexique)
Pour les articles homonymes, voir Alvarado.
Alvarado est une ville localisée dans le centre de l'État de Veracruz-Llave au Mexique, chef-lieu de la municipalité du même nom. Son nom officiel est « Illustre, Héroïque et Généreuse Ville et Port de Alvarado » (en espagnol : Ilustre, Heroica y Generosa Ciudad y Puerto de Alvarado).

## Toponymie
La municipalité doit son nom au conquistador espagnol Pedro de Alvarado, qui participa à la conquête du Mexique aux côtés d'Hernán Cortés, à partir de 1518.

## Géographie

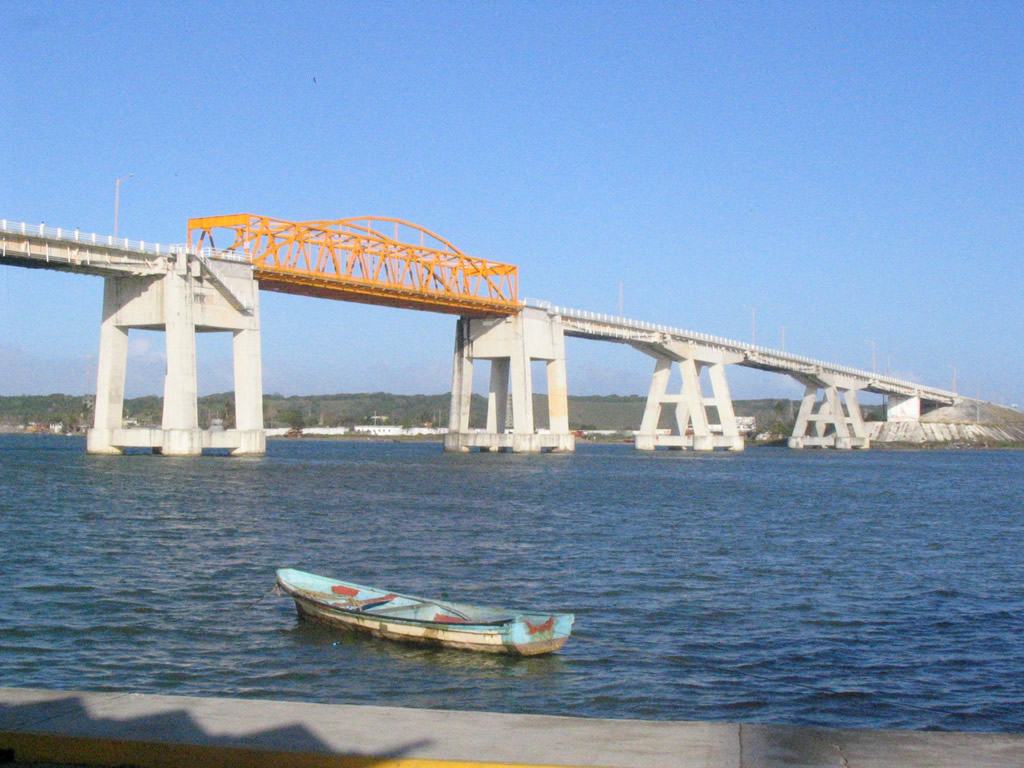
Le pont d'Alvarado sur le Río Papaloapan.

La ville se trouve en retrait du trait de côte du Golfe du Mexique, à l'embouchure du fleuve Río Papaloapan et sur la lagune d'Alvarado, qui sert d'exutoire au fleuve. Établie sur le cordon littoral séparant la lagune de la mer, elle est le chef-lieu de la municipalité homonyme, et dépend de la région administrative de Papaloapan.
La ville est située à environ 70 km au sud-est de Veracruz et 230 km au nord-ouest de Coatzacoalcos.

## Histoire
La ville a été fondée en 1518 par Pedro de Alvarado.

## Économie

### Infrastructures portuaires

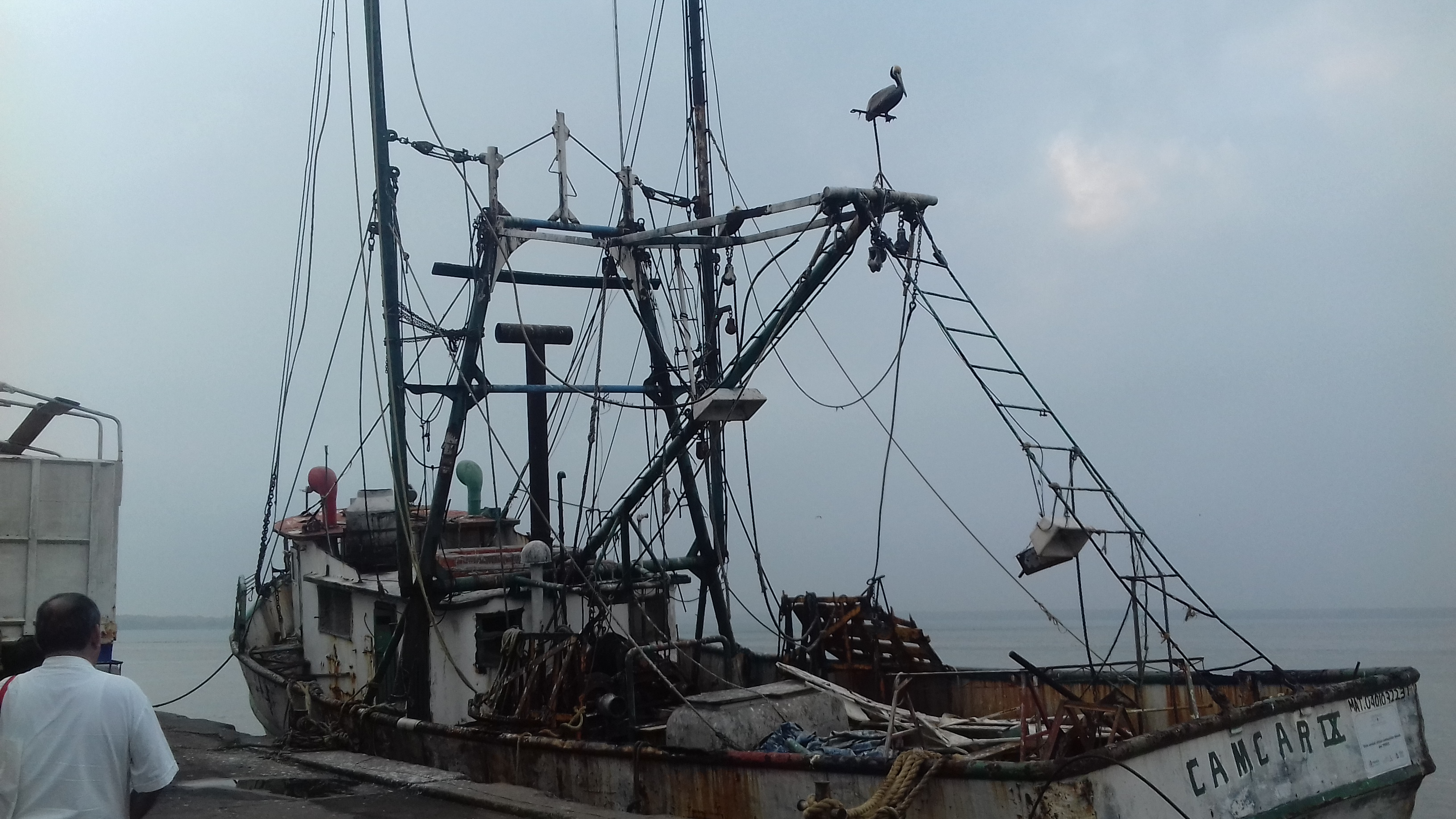
Un bateau de pêche à quai

La ville d'Alvarado est dotée d'un port, situé dans la lagune d'Alvarado, en retrait de la côte. De petites dimensions, celui-ci accueille essentiellement des bateaux de pêche, et sert aussi à leur réparation. Le port est aussi équipé d'espaces frigorifiques, pour la viande, le poisson et les fruits de mer.

## Transports
La ville est traversée par la route fédérale no 180, qui, franchissant la lagune par un pont, la relie à la ville d'Acayucan à l'est, et à celle de Veracruz à l'ouest.

## Alvarado dans la culture populaire
En 1953, un village de la municipalité d'Alvarado servit de décors naturels pour le tournage du film franco-mexicain Les Orgueilleux d'Yves Allégret avec comme principaux acteurs Gérard Philipe et Michèle Morgan.